# Pocei, Hajdú-Bihar
Pocei (în maghiară Pocsaj) este un sat în districtul Derecske, județul Hajdú-Bihar, Ungaria, având o populație de 2.725 de locuitori (2011). 

## Demografie
Componența etnică a satului Pocei
     Maghiari (77,53%)
     Romi (18,18%)
     Români (3,96%)
     Necunoscut (0,1%)
     Germani (0,22%)
     Alții (0,1%)
Componența confesională a satului Pocei
     Reformați (50,46%)
     Greco-catolici (22,09%)
     Fără religie (7,85%)
     Romano-catolici (3,01%)
     Necunoscută (16,33%)
     Alte religii (1,39%)
Conform recensământului din 2011, satul Pocei avea 2.725 de locuitori. Din punct de vedere etnic, majoritatea locuitorilor (77,53%) erau maghiari, existând și minorități de romi (18,18%) și români (3,96%). Apartenența etnică nu este cunoscută în cazul a 0,1% din locuitori.  Din punct de vedere confesional, majoritatea locuitorilor (50,46%) erau reformați, existând și minorități de greco-catolici (22,09%), persoane fără religie (7,85%) și romano-catolici (3,01%). Pentru 16,33% din locuitori nu este cunoscută apartenența confesională.
În anul 1881 la Pocei locuiau 2582 de persoane, dintre care 1310 maghiari, 1085 români și 187 din alte etnii. Din punct de vedere religios, 1203 erau greco-catolici, 1198 reformați, 99 romano-catolici, 70 mozaici și 22 din alte religii.